# J'habite en France (chanson)
Pour l’article homonyme, voir J'habite en France.
Singles de Michel Sardou
Les Bals populaires
(1970) Le Rire du sergent
(1971)
Pistes de J'habite en France
Petit
J'habite en France est une chanson de Michel Sardou, écrite en collaboration avec Vline Buggy sur une musique de Jacques Revaux, elle sort en 1970 et donne son titre à l'album homonyme.

## Histoire
Dernier extrait de l'album, la chanson J'habite en France connaît une certaine controverse. Parfois considérée comme une provocation aux lendemains de mai 68, elle est même qualifiée de « chanson fasciste », en raison du caractère "chauvin" des paroles.

## Ventes et réceptions
N° 1 des ventes, le titre s'écoule à près de 400 000 exemplaires et obtient en 1971 le Grand Prix de l'Académie Charles-Cros.

## Classement

### Classements hebdomadaires
| Classement (1970-1971)                  | Meilleure place |
| --------------------------------------- | --------------- |
| Belgique (Wallonie Ultratop 50 Singles) | 13              |
| France (SNEP)                           | 1               |